# Charles Nepveu

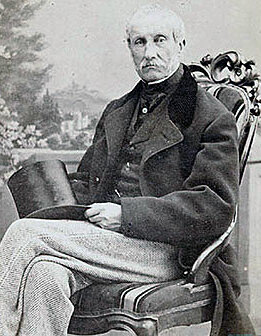

Charles Nepveu (* 5. Oktober 1791 in Zeist, Provinz Utrecht; † 6. Oktober 1871 in Amersfoort, Provinz Utrecht) war ein niederländischer Generalleutnant und Politiker, der unter anderem zwischen 1848 und 1867 Chef des Generalstabes sowie von März bis Mai 1848 Kriegsminister war. 1849 wurde er als Baron in den Adelsstand erhoben und 1871 zum Staatsminister ernannt.

## Leben
Charles Nepveu, dessen Vorfahren aus Frankreich stammten, war zwischen 1806 und 1810 im Königreich Holland Page am Hofe von König Lodewijk Napoleon und begann im Anschluss eine Laufbahn als Offizier. Er nahm am Russlandfeldzug 1812 teil und wurde 1815 Offizier im Heer des Königreichs der Vereinigten Niederlande. Er war während der Schlacht bei Waterloo am 18. Juni 1815 Adjutant von Jean Victor de Constant Rebecque. Anschließend folgten verschiedene Verwendungen als Offizier im Generalstab und begleitete im August 1830 de Constant Rebecque bei einer Geheimen Mission in London, in der er es um Maßnahmen gegen eine Ausbreitung der Pariser Julirevolution ging. Im August 1831 war er während des Zehn-Tages-Feldzuges (Tiendaagse Veldtocht) gegen Belgien mit der Leitung des Hauptquartiers des Feldheeres betraut. Er war später vom 8. Oktober 1840 bis zu seinem Tode am 6. Oktober 1871 Adjutant im außerordentlichen Dienst von Könige Wilhelm II. sowie von Wilhelm III., der seit 1849 König der Niederlande war. 1841 wurde er zum Generalmajor (Generaal-majoor) befördert.
Am 25. März 1848 übernahm Nepveu im Kabinett Schimmelpenninck das Amt als Kriegsminister (Minister van Oorlog). Er trat von seinem Ministeramt am 17. Mai 1848 jedoch gemeinsam mit Ministerpräsident Gerrit Schimmelpenninck zurück, nachdem er sich zuvor als einziges Kabinettsmitglied an die Seite von Schimmelpenninck während der Diskussionen über die Reform der Verfassung der Niederlande (Grondwetsherziening van 1848) gestellt hatte. Er war zugleich zwischen dem 25. März und Mai 1848 mit den Angelegenheiten des Generalstabes betraut und fungierte danach von Mai 1848 bis zum 7. Dezember 1867 als Chef des Generalstabes (Chef van de Generale Staf) sowie in Personalunion als Vorsitzender des Verteidigungskomitees (Comité van Defensie). Des Weiteren war er vom 18. September bis zum 8. Oktober 1848 außerordentliches Mitglied der Zweiten Kammer der Generalstaaten (Tweede Kamer der Staten-Generaal) und lehnte dort als Vertreter der Provinz Utrecht die liberale Verfassungsreform ab.
Charles Nepveu wurde am 27. Juli 1849 als Baron in den Adelsstand erhoben und erhielt 1852 seine Beförderung zum Generalleutnant (Luitenant-generaal). Als solcher war er zwischen 1852 und 1867 auch Vorsitzender der Sonderkommission für die militärische Ausbildung (Speciale Commissie over het Militair Onderwijs). Am 7. Dezember 1867 wurde ihm der Ehrentitel Staatsminister (Minister van staat) verliehen.